# Shàonián de nǐ
Shàonián de nǐ (chinês: 少年的你; bra: Dias Melhores), conhecido internacionalmente como Better Days, é um filme de drama honconguês-chinês de 2019 dirigido por Derek Tsang e escrito por Lam Wing Sum, Li Yuan e Xu Yimeng. Baseado no romance chinês para jovens adultos Shàonián de nǐ, rúcǐ měilì (少年的你，如此美丽) de Jiu Yuexi, o filme é estrelado por Zhou Dongyu e Jackson Yee, e segue uma estudante do ensino médio que luta contra o bullying severo e a pressão dos próximos exames de admissão à faculdade, cuja vida se confunde com a de um adolescente bandido de rua.
Shàonián de nǐ foi lançado em 25 de outubro de 2019 na China e em 8 de novembro de 2019 nos Estados Unidos, Reino Unido e Canadá. Um dos filmes chineses mais esperados em 2019 devido à imensa popularidade de seus protagonistas Zhou Dongyu e Jackson Yee, tornou-se um fenômeno da cultura pop na China, bem como um sucesso de bilheteria, arrecadando um total de US$ 230,1 milhões. Sucesso de crítica, o filme foi escolhido como representante oficial de Hong Kong para o Oscar de melhor filme internacional na edição de 2021; tornou-se o terceiro filme de Hong Kong na história a conseguir a indicação (27 anos depois de Bàwáng Bié Jī), e foi o primeiro filme indicado dirigido por um nativo de Hong Kong e não por um diretor da China continental.

## Elenco
- Zhou Dongyu como Chen Nian. A protagonista feminina, uma aluna do 12º ano que sofre bullying por um grupo de meninas lideradas por Wei Lai após ser interrogada pela polícia sobre o suicídio de Hu Xiaodie. Mais tarde, ela se aproxima de Xiao Bei, insistindo em tornar o futuro deles melhor juntos.
- Jackson Yee como Liu Beishan (aka "Xiao Bei"). O protagonista masculino que começa como um bandido de rua, mas acaba protegendo Chen Nian dos valentões e se apaixonando por ela em seus encontros posteriores. Ele também assume a culpa por vários crimes para libertar Chen Nian de acusações criminais.
- Yin Fang como Zheng Ye. Um jovem detetive de polícia que desempenha um papel importante na descoberta dos agressores e tenta ajudar Chen Nian.
- Huang Jue como Lao Yang. Um membro do departamento de polícia que é como um mentor de Zheng Ye e lhe dá conselhos.
- Wu Yue como mãe de Chen Nian. Ela é mãe solteira, que vendia produtos de beleza que causavam danos à pele, pois não tinha outra opção para economizar dinheiro para o futuro dela e da filha.
- Zhou Ye como Wei Lai. A linda e "doce" garota popular vinda de uma família rica e a principal valentona que levou Hu Xiaodie à morte e queria que Chen Nian cometesse suicídio fazendo algo errado com ela.
- Zhang Xinyi como Xu Miao. Uma espectadora que costumava ajudar Wei Lai no bullying para evitar sofrer isso consigo mesma, mais tarde aceita a ajuda de Chen Nian.
- Liu Ran como Luo Ting. O espectador que costumava causar a maior parte dos danos às vítimas sob o comando de Wei Lei.
- Xie Xintong como Wang Li. Um membro do departamento de polícia costumava ter uma opinião negativa sobre Chen Nian, aceitando posteriormente a opinião de Zheng Ye.
- Zhang Yifan como Hu Xiaodie. A vítima que sofria bullying de Wei Lei e seus amigos. Ela pulou do andar mais alto da escola e cometeu suicídio.
- Zhao Runnan como Da Kang. Amigo de Xiao Bei.
- Zhang Yao como Li Xiang. Uma vítima, juntamente com Chen Nian, que costumava tentar animá-la, lembrando-a dos sonhos que ela tinha ao chegar a Pequim após o exame.